# Йоте Гедлунд
Йоте Гедлунд (швед. Göthe Emanuel Hedlund; 31 липня 1918 року, Оркеста, Швеція — 15 грудня 2003 року, Лідінге, Швеція ) — колишній спортсмен, шведський ковзаняр, бронзовий призер зимових Олімпійських ігор 1948 року, триразовий призер чемпіонату Європи з бігу на ковзанах.

## Життєпис
Йоте Гедлунд народився у місті Оркеста, лен Стокгольм, Швеція. Професійно тренувався на базі клубу «Brunnsvikens SK», Стокгольм. Багаторазовий призер шведських юнацьких, регіональних, національних та міжнародних змагань (Träningslöp, Nationell, Internationales Rennen і т.п.).

### Результати
Золотою медаллю завершився виступ Гедлунда на чемпіонаті Європи з ковзанярського багатоборства 1946 року в місті — Тронгейм. За результатами виступів 2—3 лютого на льодовому палаці Трондхейму з підсумковим результатом 197.190 він посів перше місце, залишивши позаду суперників з Норвегії (Агге Йогансен, 197.193 — 2е місце) та СРСР (Микола Петров, 197.744 — 3е місце).
Найбільшого успіху за свою кар'єру Гедлунд досяг на зимових Олімпійських іграх 1948 року. Він був заявлений для участі в забігові на 500, 1 500, 5 000 та 10 000 м. 3 лютого 1948 року на олімпійському стадіоні Санкт-Моріц в забігові на 5000 м м він фінішував третім з результатом 8:34.8. При цьому поступившись першістю суперникам з Норвегії (Одд Люндберг, 8:32.7 — 2е місце) та (Рейдар Ліаклев, 8:29.4 — 1е місце).

### особисті досягнення
| забіг    | дата           | результат | місце                  |
| -------- | -------------- | --------- | ---------------------- |
| 500 м    | 10 лютого 1951 | 44.50     | Давос, Швейцарія       |
| 1000 м   | 31 січня 1942  | 1.31,20   | Давос, Швейцарія       |
| 1500 м   | 29 січня 1948  | 2.18.40   | Санкт-Моріц, Швейцарія |
| 3000 м   | 31 січня 1942  | 4.42,00   | Давос, Швейцарія       |
| 5000 м   | 20 січня 1951  | 8.18,70   | Осло, Норвегія         |
| 10 000 м | 5 лютого 1949  | 17.23,90  | Давос, Швейцарія       |